# Gad Rechlis
Gad Rechlis est un joueur d'échecs israélien né le 9 février 1967 à Chișinău en Moldavie, grand maître international depuis 1990.

## Biographie et carrière
Gad Rechlis représenta Israël à trois reprises au championnat du monde junior, terminant à chaque fois à la sixième place ex æquo en 1984, 1986 et 1987. Il finit huitième du championnat d'Europe d'échecs junior 1984-1985. En 1986, il finit quatrième du championnat israélien puis vainqueur du championnat en 1988. Il gagna les tournois opens de Berlin (Berliner Sommer) en 1987 et 1995, de Berne 1990 (tournoi zonal remporté devant Eric Lobron), d' Ostrava en 1991 et de Vienne en 1996.
Grâce à sa victoire au tournoi zonal de Berne en 1990, il participa au tournoi interzonal de Manille en 1990, où il marqua plus de la moitié de points (7 / 13), prenant la 22e place sur 64 joueurs.
Rechlis a représenté Israël lors ds olympiades de 1988 et 1990, marquant 11 points en  20 parties. L'équipe israélienne finit onzième de l'olympiade d'échecs de 1988 (il jouait au deuxième échiquier et marqua 8,5 points sur 13).